# Gas (seriealbum)
Gas är ett seriealbum av Joakim Pirinen, utgivet på Galago 1987.
Den inledande serien Gas utspelar sig på Stockholms gasverk. Albumet innehåller också korta avsnitt av serien Välkommen till sandlådan.